# Ighil Ali
Ighil Ali (in caratteri arabi: إغيل على) è una città dell'Algeria, capoluogo dell'omonimo distretto, nella provincia di Béjaïa.